# OpenFOAM
OpenFOAM (acrònim de "Operació de camp i manipulació de codi obert") és una caixa d'eines C++ per al desenvolupament de solucionadors numèrics personalitzats i utilitats de pre/postprocessament per a la solució de problemes de mecànica dels medis continus, incloent-hi el més destacat de CFD (dinàmica computacional de fluïds).
Hi ha tres variants principals del programari OpenFOAM que es publiquen com a programari lliure i de codi obert sota la Llicència Pública General de GNU versió 3. Per ordre cronològic, aquestes variants són les següents:
1. La variant OpenFOAM d'OpenCFD Ltd. (amb el nom de marca registrada des de 2007[2]) es va publicar per primera vegada com a codi obert el 2004. (Tingueu en compte que des del 2012, OpenCFD Ltd és una filial d'ESI Group.)
2. Variant FOAM-Extend de Wikki Ltd. (des del 2009)
3. Variant OpenFOAM Foundation Inc., llançada per The OpenFOAM Foundation Inc. (des del 2012) i transferida el 2015 a l'empresa anglesa The OpenFOAM Foundation Ltd.